# Chris Bale
Chris Bale (30 de mayo de 1982) es un exfutbolista galés que jugaba como mediocampista .
En 2014 fue nombrado parte del equipo de la década de la primera división neozelandesa por sus destacadas actuaciones en el Waitakere United, el Team Wellington y el Auckland City. En sus nueve años en Nueva Zelanda ganó cinco veces el Campeonato de Fútbol, una Charity Cup y tres Liga de Campeones de la OFC.

## Carrera
Bale debutó como profesional en el Inter Cardiff de Gales en el año 2000. En 2003 pasó a ser parte del Barry Town para llegar, en 2006, al Bristol Rovers inglés, jugó allí solamente un año, ya que en 2007 viajó hasta Nueva Zelanda para incorporarse al Waitakere United, con el que logró el título de la liga local en la temporada 2007/08. En 2009 fue comprado por el Team Wellington, pero al año siguiente volvió al Waitakere. En 2012 pasó al Auckland City, con el que ganó la ASB Premiership 2013/14 y dos Ligas de Campeones de la OFC. En 2014 regresó al Waitakere, aunque al terminar la liga 2014/15 formó parte del elenco del Team Wellington que disputó la Liga de Campeones de la OFC 2015, y posteriormente fue contratado de manera definitiva por dicho club. En 2016 pasó al Forrest Hill Milford para regresar a la liga nacional en 2017 con el Waitakere.

### Clubes
| Club                         | País          | Año         |
| ---------------------------- | ------------- | ----------- |
| Inter Cardiff                | Gales         | 2000 - 2003 |
| Barry Town Football Club     | Gales         | 2003 - 2006 |
| Bristol Rovers Football Club | Inglaterra    | 2006 - 2007 |
| Waitakere United             | Nueva Zelanda | 2007 - 2009 |
| Team Wellington              | Nueva Zelanda | 2009 - 2010 |
| Waitakere United             | Nueva Zelanda | 2010 - 2012 |
| Auckland City Football Club  | Nueva Zelanda | 2012 - 2014 |
| Waitakere United             | Nueva Zelanda | 2014 - 2015 |
| Team Wellington              | Nueva Zelanda | 2015 - 2016 |
| Forrest Hill Milford         | Nueva Zelanda | 2016 - 2017 |
| Waitakere United             | Nueva Zelanda | 2017        |

## Palmarés
| Título               | Club             | País          | Año     |
| -------------------- | ---------------- | ------------- | ------- |
| Campeonato de Fútbol | Waitakere United | Nueva Zelanda | 2007-08 |
| Liga de Campeones    | Waitakere United | Nueva Zelanda | 2007-08 |
| ASB Premiership      | Waitakere United | Nueva Zelanda | 2010-11 |
| ASB Premiership      | Waitakere United | Nueva Zelanda | 2011-12 |
| Liga de Campeones    | Auckland City    | Nueva Zelanda | 2013    |
| Charity Cup          | Auckland City    | Nueva Zelanda | 2013    |
| ASB Premiership      | Auckland City    | Nueva Zelanda | 2013-14 |
| Liga de Campeones    | Auckland City    | Nueva Zelanda | 2014    |
| ASB Premiership      | Team Wellington  | Nueva Zelanda | 2015-16 |